# 共和大廈
共和大厦（英語：Republic Plaza）是新加坡的一座摩天大廈，位於市中心萊佛士坊，與華聯銀行大廈和大華銀行大廈齊名，是新加坡最高的建築物之一。此大樓由日本建築師黑川紀章與雅思柏建築事务所（RSP Architects Planners & Engineers）共同設計，1986年動工、1995年竣工。

## 建筑
大厦的设计采用了简单底部有倒角方形，主入口在达美达街。大厦在越高逐渐变细，形成一些三角形的元素，以减少由于强风部的冲击和改善风的负荷。与其他许多塔楼一样，它有个中央核心，里包含基本功能，如紧急楼梯和电梯井，这被可出租的办公空间所包围。
- 该大厦从底层的轴线上转了45度，以保持高层的海景。
- 该大厦有15部双层垂直电梯。
- 该大厦的设计体现了微妙的东方影响。
- 主厅有四层楼高，用抛光的花岗岩和陶瓷装饰。
- 大厅是由混凝土填充的管状钢柱构成的。
- 外立面从花岗岩带状窗过渡到有色墙面玻璃，从八角形的底座平滑地倾斜到方形的顶部。
- 尽管建筑的复杂性包括场地旁边的新加坡地铁线，附近的历史上重要的建筑，以及地下的天然巨石和废弃的堆积物，但该塔还是迅速上升。
- 该大厦建在一个有900多根迷你桩的沉箱上。
- 该塔使用快速通道过程，在不到两年的时间内完成了施工。
- 大厦共使用了8600吨结构钢和31000立方米的混凝土。
- 在夜幕降临后，只有玻璃顶从内部被照亮时才能看到。
- 办公室出租面积有778,770 sq ft（72,350 m2）[5]
- Retail Lettable Area: 18,483 sq ft（1,717.1 m2）